# Associação Cultural do Negro
Associação Cultural do Negro (ACN) foi um grupo de ativismo negro brasileiro que deixou um expressivo legado cultural, político e literário, procurando lutar contra o racismo e a desigualdade e recuperar a dignidade, a identidade, a cultura e a memória do negro no país. Entre 1954 e 1976 promoveu muitos eventos, palestras, cursos e publicações, atraindo um grande grupo de associados e colaboradores. Foi uma inspiração para a criação de outros grupos ativistas.

## História
A associação surgiu como uma reação à ideologia que norteou as comemorações dos 400 anos de fundação da cidade de São Paulo. Nesta ocasião se articulava um discurso que procurava estabelecer para a cidade uma imagem de progresso e modernidade, e ao mesmo tempo se recuperava sua memória coletiva e sua história sob um prisma épico e apologético. Vários grupos sociais foram celebrados como promotores da fundação e crescimento da metrópole, entre eles os jesuítas, os bandeirantes, as famílias portuguesas chamadas "quatrocentonas" e alguns grupos de imigrantes, mas foram quase totalmente omitidos nessa reconstrução os índios e os negros. A Comissão dos Festejos chegou a receber uma proposta de ereção de um monumento à Mãe Negra no largo do Paissandu, que só foi aprovada, depois de várias negativas, pela pressão de um abaixo-assinado.
O apagamento do negro nas festas do IV Centenário mostrou a um grupo de ativistas que o debate sobre a desigualdade e o racismo no Brasil havia progredido pouco. Assim, idealizada por José´de Assis Barbosa, reuniu-se um grupo de ativistas, entre eles José Correia Leite, Jayme de Aguiar, Raul Joviano do Amaral, Henrique Antunes Cunha, Geraldo Campos de Oliveira, Adélio Alves, Nestor Silva, Américo Orlando, Otávio Tavares, Américo dos Santos, e em 28 de dezembro de 1954 fundaram a Associação Cultural do Negro para resgatar sua dignidade, cultura e história. Em seus estatutos, ficava declarada a finalidade fundamental: "a desmarginalização e recuperação social de todos os elementos que vivem em situação marginal, principalmente o negro". Vários dos fundadores eram antigos membros da  Frente Negra Brasileira, ativa na década de 1930. O primeiro diretor foi Geraldo Campos de Oliveira.
A ACN mantinha contato com importantes intelectuais brancos, como Roger Bastide e Florestan Fernandes, e procurou desenvolver suas atividades numa postura moderada e apartidária, a fim de não desencadear rejeição e desmobilização. A entidade tinha departamentos de cultura, esporte, estudantil e feminino, montou uma biblioteca, organizava palestras e debates e ministrava aulas de inglês, matemática, português e oratória. O primeiro evento importante organizado foi a Quinzena 13 de Maio em 1956, em associação com o Teatro Experimental do Negro, integrando-se à preparação da I Convenção Paulista do Negro, onde foram dadas várias conferências. O evento não teve uma receptividade muito favorável, e buscando visibilidade a ACN procurou o apoio de destacadas autoridades políticas, mas sem sucesso. O grêmio enfrentava várias dificuldades, especialmente de ordem financeira.

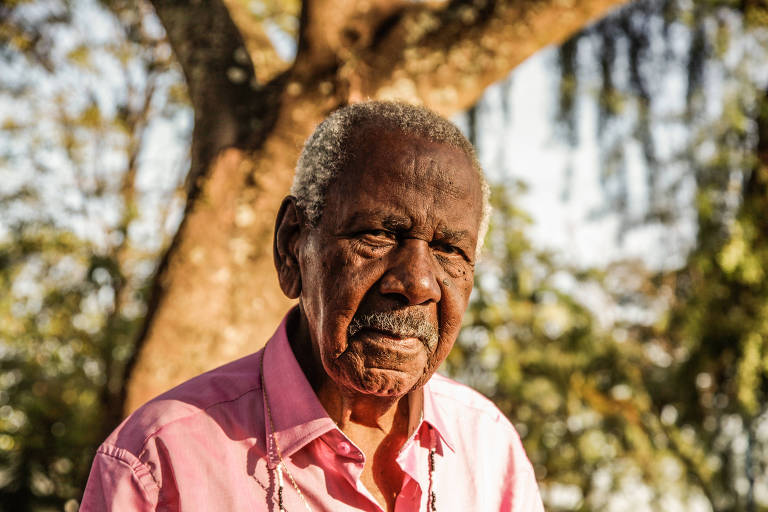
Carlos de Assumpção.

Em 1958, no 70º aniversário da abolição da escravatura, a ACN reuniu forças com outros grupos ativistas e conseguiu organizar um grande evento para celebrar a memória do povo negro e seus principais vultos históricos, bem como enaltecer o ideais de liberdade e igualdade, com sessões cívicas, conferências culturais, representações de teatro, festejos populares, atividades esportivas e recreativas. Evitando o tom de denúncia, a festividade conseguiu obter o apoio do governador do Estado, que cedeu a gráfica oficial para a impressão de material de divulgação, e aceitaram participar dos trabalhos intelectuais como Sérgio Milliet, Artur Neves e Carlos Burlamáqui Köpke. O evento resultou na publicação de um volume de anais, reunindo discursos, palestras e conferências, o primeiro da série "Cultura Negra" dos Cadernos de Cultura. No mesmo evento Carlos de Assumpção declamou o poema Protesto, célebre por constituir um resumo dos princípios da ACN, tendo neste momento entre suas principais reivindicações uma revisão crítica da história brasileira e o resgate da respeitabilidade do negro, rejeitando a postura vitimista.
A partir de então a ACN ganhou mais força e visibilidade, entrou em contato com grupos ativistas do exterior, sobretudo o movimento antilhano Négritude e a Société Africaine de Culture de Paris, estabeleceu ligações com grupos interioranos, incorporou representantes da chamada Imprensa Negra Brasileira, e atraiu a atenção de uma parte da intelectualidade paulistana, que aderiu às suas fileiras como colaboradora ou associada, incluindo Sérgio Milliet, Florestan Fernandes, José Mindlin, Afonso Schmidt e outros. A ACN desenvolve então uma orientação mais marcadamente política e cultural e passa a se movimentar com mais desenvoltura, intervém em diversos debates públicos sobre questões variadas, manifesta-se contra vários casos de discriminação racial, e participa da organização de vários eventos de significativa repercussão, como o Ano de Cruz e Souza, o II Congresso Mundial dos Escritores e Artistas Negros, realizado em Roma, e o Congresso Mundial da Cultura Negra de São Paulo, lança diversas publicações, além de recuperar a memória de figuras importantes como Luiz Gama e Carolina Maria de Jesus.
No início da década de 1960 a ACN entrou em uma crise. As dificuldades financeiras se avolumavam, parte dos associados se dispersou ou perdeu o interesse, surgiram atritos internos sobre a forma de condução das atividades e a orientação ideológica, a instauração da ditadura militar em 1964 coibiu os ativismos de um modo geral, e em 1967 a associação fechou suas portas. Foi reativada dois anos depois, mas já não tinha o mesmo perfil e poder de articulação, passando a se direcionar para o assistencialismo e para a educação elementar. Encerrou suas atividades definitivamente em 5 de julho de 1976.
A ACN em seu apogeu chegou a ter cerca de 700 associados, e projetou nomes importantes do ativismo e da literatura negra, como Natanel Dantas, Eduardo de Oliveira, Carlos de Assumpção, Luiz Paiva de Castro, Marta Botelho e Oswaldo de Camargo. Reuniu muitos dos principais intelectuais e escritores negros de São Paulo na década de 1950 e foi um agente importante para fomentar a criação de uma consciência étnica e uma estética literária negra no Brasil, valorizando uma literatura engajada com a denúncia do racismo, do preconceito e da discriminação. Essa produção literária está reunida nos volumes dos Cadernos de Cultura Negra e nas páginas do jornal O Mutirão e da revista Niger, além de ter lançado vários livros.
Clóvis Moura destacou o significativo acervo de publicações produzido pela associação e considera que ela deixou uma importante contribuição cultural e política para o movimento negro brasileiro como uma base inspiradora para a formação de outros grupos. Segundo Florentina da Silva Souza, os textos publicados pela ACN "evidenciam a compreensão de que um dos passos significativos para a implementação de novas políticas de inserção do negro na sociedade brasileira é constituído pela elaboração e divulgação de imagens e discursos, por isto seus autores empreendem um grande esforço para mapear e reconfigurar o imaginário instituído". Mário Medeiros da Silva ofereceu um balanço mais substancial: 
"Tratou-se de um empreendimento coletivo surgido, simultaneamente, da adversidade e necessidade históricas (o IV Centenário e a necessidade do "elevamento" do negro, da crítica e posicionamento contra sua marginalidade), capaz de engajar num curto intervalo um conjunto de homens e mulheres, suas ideias e energias, em torno de uma missão comum. Depois da Frente Negra Brasileira, é o empreendimento político cultural mais notável, sem fim religioso ou apenas recreativo, do negro em São Paulo, até meados da década de 1970, antecedendo a reorganização do Movimento Negro, a partir de 1978. Dela surgiu, por exemplo, o Centro de Cultura e Arte Negra em 1976 e, através de alguns de ex-membros da ACN, se daria a contribuição para a fundação dos Cadernos Negros (publicação literária editada desde 1978 até os dias correntes). Os novos agentes do Movimento Negro Brasileiro, em São Paulo, em alguma medida recorreram à experiência pregressa das antigas organizações, mesmo que para tentar não repetir seus equívocos, dentre as quais, a ACN.
"Na tensa relação de fazer história e fazer sentido, a ACN procurou marcar um lugar importante para o grupo negro paulistano, tentando se por em compasso com o andamento das transformações da sociedade, abrindo uma brecha, às suas custas e às expensas de poucos apoios de alguns intelectuais não negros, para cravar no cenário da modernidade precária emergente de São Paulo, uma imagem do negro alternativa à da escravidão, que fosse reivindicativa, crítica, propositiva e combativa. Os condicionamentos sociais para sua produção foram determinantes para reafirmar a marginalidade da iniciativa cultural negra, embora tenha sido capaz de, fato raro, alcançar um público não endógeno, num momento favorável, em aberto, com disposições democráticas".